# Cappella di Santa Maria a Piantasala
La cappella di Santa Maria a Piantasala o cappella della Tagliata è un edificio di culto situato a Casciano, nel territorio comunale di Murlo, in provincia di Siena.
La cappella fu luogo di grande devozione per la presenza dell'affresco di Andrea di Niccolò, oggi trasferito nella parrocchiale, cui la popolazione tributò testimonianze di fede, come dimostrano gli ex voto raccolti nelle eleganti teche ottocentesche. Per riquadrare l'immagine centrale della Madonna col Bambino, nel Seicento fu dipinta una tela con una finestrella al centro racchiusa in una sottile cornice sagomata.
Dell'affresco quattrocentesco rimane la sinopia, sulla parete destra, dove l'opera era stata collocata agli inizi del XX secolo, dopo l'intervento di stacco a massello che aveva consentito lo spostamento della parete dipinta dall'altare maggiore alla nuova ubicazione.